# Lepidothamnus intermedius
Lepidothamnus intermedius är en barrträdart som först beskrevs av Thomas Kirk, och fick sitt nu gällande namn av Christopher John Quinn. Lepidothamnus intermedius ingår i släktet Lepidothamnus och familjen Podocarpaceae. IUCN kategoriserar arten globalt som livskraftig. Inga underarter finns listade i Catalogue of Life.